# Усть-Рахмановка (Краснослободський район)
Усть-Рахма́новка (рос. Усть-Рахмановка, ерз. Усть-Рахмановка) — село у складі Краснослободського району Мордовії, Росія. Входить до складу Колопінського сільського поселення.
Населення — 28 осіб (2010; 38 у 2002).
Національний склад (станом на 2002 рік):
- татари — 95 %